# Larandopsis newguineae
Larandopsis newguineae är en insektsart som beskrevs av Bhowmik 1981. Larandopsis newguineae ingår i släktet Larandopsis och familjen syrsor. Inga underarter finns listade i Catalogue of Life.